# Anton Nelissen
Antonius Petrus Laurentius (Anton) Nelissen (Breda, 10 augustus 1851 - 's-Gravenhage, 10 juli 1921) was een Nederlands advocaat, rechter en politicus.
Nelissen was een jurist met een sterk ontwikkeld rechtvaardigheidsgevoel. Hij studeerde rechtsgeleerdheid aan de Universiteit Leiden, waar hij in 1880 promoveerde op Huur en vervreemding; daarna werd hij advocaat te Breda. In 1887 werd hij benoemd tot rechter in de Rechtbank Maastricht en een jaar later overgeplaatst naar de Rechtbank Breda. In 1902 werd hij voorgedragen voor benoeming in de Hoge Raad der Nederlanden, ter vervanging van de eerder dat jaar overleden B.H.M. Hanlo. Nelissen nam in 1908 ontslag als raadsheer vanwege zijn benoeming tot minister van Justitie in het kabinet-Heemskerk; twee jaar later nam hij echter ontslag als minister vanwege gezondheidsproblemen, die samenhingen met de last die hij door het ministersambt voelde. Hij keerde in 1911 terug in de Hoge Raad als raadsheer en werd in 1919 wegens uitbreiding benoemd tot vicepresident van dat college. Nelissen overleed in 1921, op dezelfde dag als Jan Loeff die eveneens minister van Justitie was geweest.
- Biografisch Portaal: 53798542
- International Standard Name Identifier: 0000 0003 9031 6318
- Nederlandse Thesaurus van Auteursnamen: 06924393X
- Parlement.com: vg09lljdp9x5
- Virtual International Authority File: 199459405
- WorldCat: E39PBJcR4QMBggDP4Fw8qtw6Kd